# Burgruine Voitsberg
Die Burgruine Voitsberg ist eine in wenigen Mauerresten erhaltene Burg bei Vahrn in Südtirol.

## Geografie
Die Ruine befindet sich im Eisacktal, in der Umgebung des Ortes Vahrn und der Burgruine Salern.

## Geschichte
Die Burg wurde vermutlich um 1173 durch die Edlen oder Herren von St.-Michaels-Tor als Zufluchtsort in Kriegszeiten errichtet. Die Burg wurde anschließend 1277 durch Bruno von Kirchberg belagert und zerstört.

## Zustand
Es haben sich wenige Mauerreste in regelmäßiger Lage aus Feldsteinmauerwerk, zum Teil ohne Mörtel, erhalten. Diese können besichtigt werden. Die Anlage bestand vermutlich aus Platzgründen nur aus einem starken, mehrgeschossigen Bergfried und einem Zwinger. Der Großteil des Mauerwerks wurde vermutlich im 17. Jahrhundert zum Umbau eines Gasthofes und für die Mauerungen der Weinberge genutzt.